# Карл Дел'Хеј
Карл Дел'Хеј (рођен 18. августа 1955. у Ахену) бивши је немачки фудбалер.
Играо је на позицији левог крила. У каријери је наступао за Алеманију Ахен, Борусију Менхенгладбах, Бајерн Минхен и Фортуну Диселдорф. Са фудбалском репрезентацијом Западне Немачке освојио је првенство Европе 1980. Одиграо је укупно две утакмице за репрезентацију Западне Немачке.

## Клупски успеси

### Борусија Менхенгладбах
- Првенство Немачке (3) : 1974/75, 1975/76, 1976/77.
- Куп УЕФА (2) : 1974/75, 1978/79.

### Бајерн Минхен
- Првенство Немачке (2) : 1980/81, 1984/85.
- Куп Њемачке (1) : 1981/82, 1983/84.

## Репрезентативни успеси

### Западна Немачка
- Европско првенство (1) : 1980.